# 2016年リオデジャネイロオリンピックのバドミントン競技
2016年リオデジャネイロオリンピックのバドミントン競技（2016ねんリオデジャネイロオリンピックのバドミントンきょうぎ）は、2016年に開催されたオリンピックバドミントン競技である。世界バドミントン連盟（BWF）管轄。

## 概要
前回大会同様男女シングルス・男女ダブルス・混合ダブルスの5種目で実施。8月11日から20日までリオセントロパビリオン4で開催。予選期間は2015年5月4日から2016年5月1日までであり、5月5日に公表されるBWF世界ランキング上位選手に出場権が与えられるが、各種目とも1カ国最大でも2名（2組）までしか出場できない。出場権獲得圏内に1ヶ国から上限を超える数の選手が含まれている場合は、NOCは順位が下位の選手を上位の選手の代わりに選択することができる。なお開催国ブラジルはシングルスのみ自動出場権が与えられている。

### 男女シングルス
ランキング上位34名（大陸枠を含む）＋1名（開催国枠）と招待枠3名が出場権を得る。ただし、1カ国からは2人（ランキング16位以内に2人とも含まれる場合）、又は1名までしか出場できない。複数の種目で出場権を得た選手により、出場選手が男女86名ずつに満たない場合は、86名に達するまで、シングルの選手が追加で選出される。実際には招待枠は女子では適用されなかったため、ランキングからの選出となった。また、男子の大陸枠（オセアニア）も使用されなかったため、ランキングからの選出となった。
本大会では3～4名による13のグループステージの上位1名が、決勝トーナメントに進出する。（グループステージでは、2016年7月21日時点のランキング上位13名がシードされ、別のグループに配置される）
日本からは男子では佐々木翔（ランキング27位）、女子では奥原希望（ランキング5位）と山口茜（ランキング11位）が出場した。奥原と山口が決勝トーナメントに進出し、準々決勝で山口を破った奥原が銅メダルを獲得した。

### 男女ダブルス・混合ダブルス
ランキング上位16組（大陸枠を含む）が出場権を得る。ただし、1カ国からは2組（ランキング8位以内に2組とも含まれる場合）、又は1組までしか出場できない。大陸枠はランキング50位以内に位置している場合のみ適用される。アフリカ勢はいずれの種目も50位以内に僅かに届かず（男子ダブルス：51位、女子ダブルス、混合ダブルス：53位）、出場できなかった。また、オセアニア勢も女子ダブルスでは出場権を得られなかった。
本大会では4組による4つのグループステージの上位2組が、決勝トーナメントに進出する。（グループステージでは、2016年7月21日時点のランキング上位4組がシードされ、別のグループに配置される）なお、前回大会で発生したグループステージの消化試合における無気力試合問題に対応するため、決勝トーナメントでも組み合わせ抽選が行われる。
日本からは男子ダブルスでは遠藤大由、早川賢一ペア（ランキング7位）、女子ダブルスでは高橋礼華、松友美佐紀ペア（ランキング1位）、混合ダブルスでは数野健太、栗原文音ペア（ランキング18位）が出場した。女子ダブルスでは與猶くるみ、福万尚子ペアも出場を目指したが、アジア選手権決勝で高橋、松友ペアに敗れた結果、ランキング9位となり出場権を逃した。3ペアとも決勝トーナメント進出を果たし、高橋、松友ペアがオリンピックバドミントン競技で日本選手初の金メダルを獲得した。

## 競技結果
| 種目                | 金                                                           | 銀                                                             | 銅                                                   |
| ------------------- | ------------------------------------------------------------ | -------------------------------------------------------------- | ---------------------------------------------------- |
| 男子シングルス 詳細 | 諶龍 中国 (CHN)                                              | リー・チョンウェイ マレーシア (MAS)                            | ビクター・アクセルセン デンマーク (DEN)              |
| 男子ダブルス 詳細   | 中国 (CHN) 傅海峰 張楠                                       | マレーシア (MAS) ゴー・V・シェム タン・ウィーキョン            | イギリス (GBR) クリス・ラングリッジ マーカス・エリス |
| 女子シングルス 詳細 | カロリーナ・マリン スペイン (ESP)                            | シンドゥ・プサルラ インド (IND)                                | 奥原希望 日本 (JPN)                                  |
| 女子ダブルス 詳細   | 日本 (JPN) 松友美佐紀 高橋礼華                               | デンマーク (DEN) クリスティナ・ペデルセン カミラ・リターユール | 韓国 (KOR) 鄭径恩 申昇瓚                             |
| 混合ダブルス 詳細   | インドネシア (INA) トントウィ・アフマド リリヤナ・ナトシール | マレーシア (MAS) チャン・ピン・スン ゴ・リュー・イン           | 中国 (CHN) 張楠 趙芸蕾                               |

## 国・地域別のメダル獲得数
| 順   | 国・地域           | 金 | 銀 | 銅 | 計 |
| ---- | ------------------ | -- | -- | -- | -- |
| 1    | 中国 (CHN)         | 2  | 0  | 1  | 3  |
| 2    | 日本 (JPN)         | 1  | 0  | 1  | 2  |
| 3    | インドネシア (INA) | 1  | 0  | 0  | 1  |
| 3    | スペイン (ESP)     | 1  | 0  | 0  | 1  |
| 5    | マレーシア (MAS)   | 0  | 3  | 0  | 3  |
| 6    | デンマーク (DEN)   | 0  | 1  | 1  | 2  |
| 7    | インド (IND)       | 0  | 1  | 0  | 1  |
| 8    | イギリス (GBR)     | 0  | 0  | 1  | 1  |
| 8    | 韓国 (KOR)         | 0  | 0  | 1  | 1  |
| 合計 | 合計               | 5  | 5  | 5  | 15 |